# کارلینویل (ایلینوی)
کارلینویل، ایلینوی (به انگلیسی: Carlinville, Illinois) یک شهر در ایالات متحده آمریکا است که در ایلی‌نوی واقع شده‌است.

## موقعیت جغرافیایی
موقعیت جغرافیایی شهرها و مناطق اطراف به شرح زیر است: